# Nel centro del mirino
(tagline del film)
Nel centro del mirino (In the Line of Fire) è un film del 1993 diretto da Wolfgang Petersen, con Clint Eastwood, John Malkovich e Rene Russo.
È il primo film realizzato con la piena collaborazione dei servizi segreti statunitensi.

## Trama
Frank Horrigan è un agente del Secret Service con una lunga esperienza alle spalle. Nel 1963 era addetto alla scorta personale di John Fitzgerald Kennedy, ma a Dallas non riuscì a proteggere il presidente e da allora è tormentato dai sensi di colpa. L'occasione giusta per il riscatto gli si presenta quando viene individuata una nuova minaccia nei confronti del presidente in carica, minaccia rappresentata da Mitch Leary, che Frank soprannomina Booth (il nome dell'assassino di Abraham Lincoln). Una sera Frank riceve una telefonata dal killer, il quale lo informa della sua intenzione di assassinare il presidente e sfida Frank a fermarlo. Dopo essersi fatto assegnare alla scorta del presidente, Frank riceve altre telefonate da Leary, il quale lo sfida a una vera e propria partita, che terminerà solo se Horrigan riuscirà a salvare il presidente.
Leary lascia dietro di sé una scia di sangue, cambiando varie volte identità, finché, durante l'ennesima telefonata a Frank, viene localizzata la sua posizione. Dopo un inseguimento sui tetti di un edificio, durante il quale Leary uccide a sangue freddo l'aiutante di Frank, i due avversari si trovano finalmente faccia a faccia: nel tentativo di saltare da un edificio all'altro, Frank riesce a malapena a trovare un appiglio e, mentre le forze lo vanno abbandonando, viene soccorso proprio dal suo antagonista, il quale lo pone di fronte a un bivio: sparargli e salvare il presidente, precipitando però nel vuoto, oppure lasciarsi salvare la vita. Horrigan non spara e Leary lo salva, ma, nella telefonata successiva, i due hanno un animato confronto quando Leary insinua che forse anche a Dallas l'agente aveva mostrato titubanza e aveva preferito sopravvivere.
L'eccesso di precauzioni provoca l'espulsione di Frank dalla scorta, ma le indagini intanto proseguono, rivelando come Leary in passato abbia vissuto sul lavoro vari delusioni e tradimenti, diventando così determinato a vendicarsi degli uomini e della società. La sua sfida con Frank è condotta lealmente, senza menzogne, e pertanto, quando Leary afferma di voler uccidere il presidente in California, Horrigan gli crede. Riammesso nella scorta e nuovamente allontanato per alcune intemperanze, Frank scopre la nuova identità assunta dal killer, il quale intende sparare al presidente durante una cena preelettorale a Los Angeles. Giunto appena in tempo, Frank si lancia davanti al presidente e intercetta il colpo di pistola a lui destinato, protetto da un giubbotto antiproiettile.
Leary allora prende Frank in ostaggio e lo trascina su un ascensore panoramico. Mentre i tiratori scelti sparano in direzione di Leary, i due ingaggiano una colluttazione e, mentre l'attentatore sta per precipitare, Horrigan lo afferra. Leary, sentendosi ormai sconfitto e riconoscendo la lealtà dell'avversario, lascia la presa e precipita nel vuoto. Colmato di onori, Frank lascia il servizio e si fidanza con la bella collega Lily. Al rientro a casa, ascolta un messaggio telefonico lasciatogli in segreteria da Leary, il quale gli rende l'onore delle armi e manifesta per lui rispetto perché, sostiene, entrambi sono persone buone destinate come tali a percorrere sentieri segnati dalla solitudine e dall'incomprensione.

## Accoglienza
A fronte di un budget di 40 milioni USD, il film incassò 102 milioni di dollari nel Nord America e 75 milioni di dollari nel resto del mondo, per un totale di 177 milioni USD.

## Riconoscimenti
- 1994 - Premio Oscar
  - Candidatura al miglior attore non protagonista a John Malkovich
  - Candidatura alla miglior sceneggiatura originale a Jeff Maguire
  - Candidatura al miglior montaggio ad Anne V. Coates

- 1994 - Golden Globe
  - Candidatura al miglior attore non protagonista a John Malkovich

- 1994 - Premio BAFTA
  - Candidatura al miglior attore non protagonista a John Malkovich
  - Candidatura alla miglior sceneggiatura originale a Jeff Maguire
  - Candidatura al miglior montaggio ad Anne V. Coates

- 1994 - Chicago Film Critics Association Award
  - Candidatura al miglior attore non protagonista a John Malkovich

- 1994 - MTV Movie Award
  - Candidatura al miglior cattivo a John Malkovich